# Café Procope

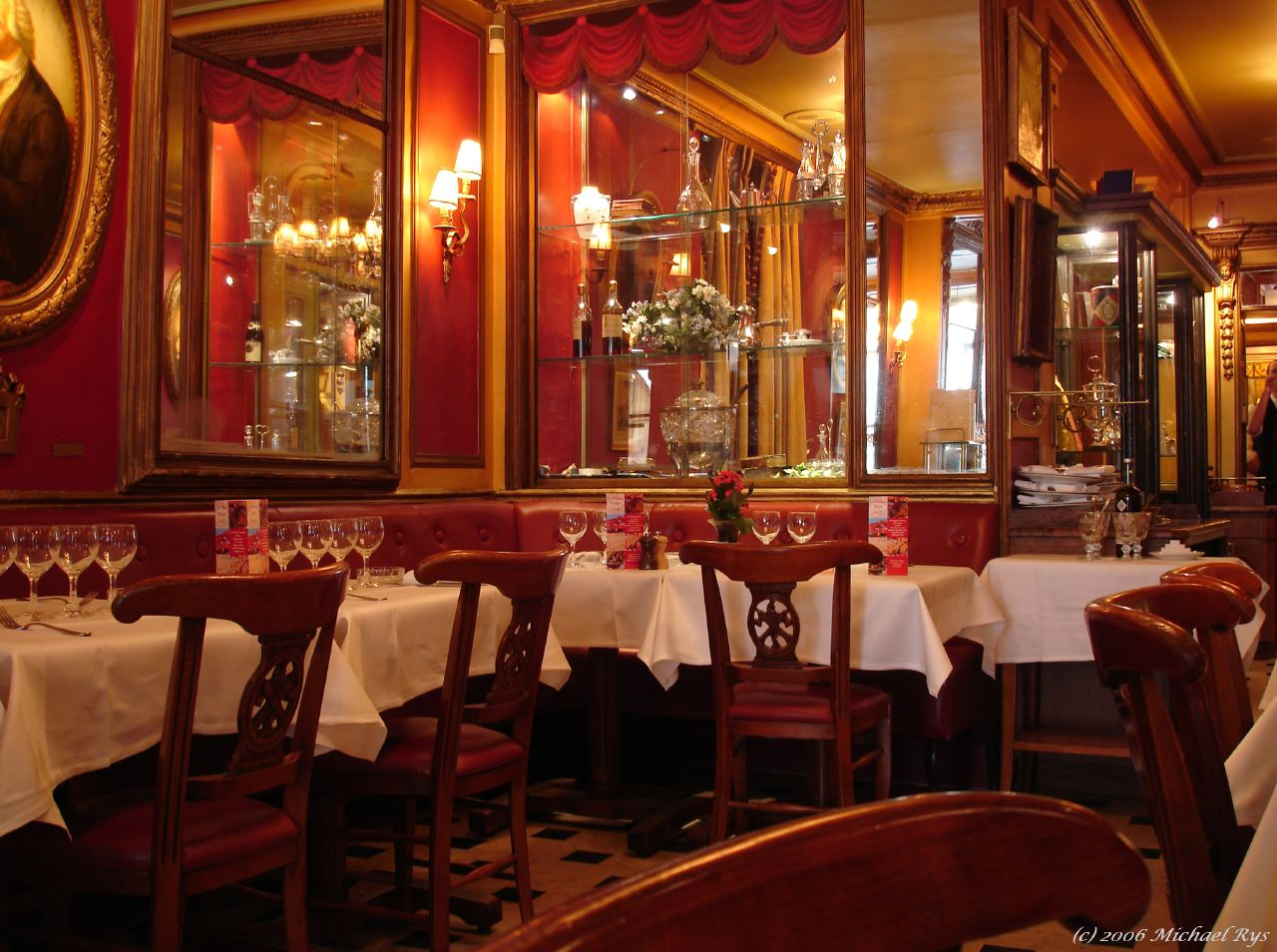
Interiér kavárny

Café Procope je nejstarší kavárna v Paříži. Byla otevřena v roce 1686 a je známá jako místo setkávání spisovatelů a filozofů období osvícenství, jako např. Denis Diderot, Benjamin Franklin, Jean-Jacques Rousseau nebo Voltaire. Nachází se v ulici Rue de l'Ancienne Comédie č. 13 v 6. obvodu v Latinské čtvrti.

## Historie
Kavárnu otevřel v roce 1686 italský šlechtic původem ze Sicílie Procopio dei Coltelli v ulici Rue des Fossés Saint-Germain (dnešní Rue de l'Ancienne Comédie) jako první kavárnu v Paříži. Velký úspěch podniku vedl k tomu, že se kavárny rychle v Paříži prosadily. Kromě kávy se zde servírovala i další novinka – zmrzlina.
V 18. i v 19. století se v kavárně scházeli filozofové a díky blízkosti Comédie-Française také spisovatelé a umělci. Pravidelnými hosty zde byli Voltaire, Rousseau a Diderot, Beaumarchais, Honoré de Balzac, Victor Hugo, dále Paul Verlaine nebo Anatole France a mnohé další osobnosti, např. Napoleon Bonaparte.
Fasáda s balkony je od roku 1962 chráněná jako historická památka.